# Lolly Borg
Lolly Borg, született Emmanuel Borg (1931. október 23. – 2020. október 10.) válogatott máltai labdarúgó, csatár, edző. Az év máltai labdarúgója (1962).

## Pályafutása

### Klubcsapatban
1947 és 1963 között a Floriana labdarúgója volt, ahol hét bajnoki címet és nyolc máltaikupa-győzelmet ért el a csapattal. 1962-ben az év máltai labdarúgójának választották.

### A válogatottban
1957 és 1962 között nyolc alkalommal szerepelt a máltai válogatottban és egy gólt szerzett.

### Edzőként
1968 és 1973 között korábbi klubja a Floriana vezetőedzője volt. Két bajnoki címet és egy máltaikupa-győzelmet ért el az együttessel. Edzője volt még a Rabat Ajax, a Senglea Athletic és a San Ġwann csapatainak is.

## Sikerei, díjai

### Játékosként
- Az év máltai labdarúgója (1962)

 Floriana
- Máltai bajnokság
  - bajnok (7): 1949–50, 1950–51, 1951–52, 1952–53, 1954–55, 1957–58, 1961–62
- Máltai kupa
  - győztes (8): 1949, 1950, 1953, 1954, 1955, 1957, 1958, 1961

### Edzőként
Floriana
- Máltai bajnokság
  - bajnok (2): 1969–70, 1972–73
- Máltai kupa
  - győztes: 1972